# Фторид-хлорид-бромид-иодид кремния
Фторид-хлорид-бромид-иодид кремния — неорганическое соединение,
фтор-, хлор-, бром- и иодпроизводное моносилана с формулой SiIBrClF,
бесцветное вещество,
реагирует с водой.

## Получение
- Длительное нагревание смеси фторид-хлорид-дибромида кремния и трииодсилана до 100°С с последующим разделением смеси галогенидов фракционной перегонкой.

## Физические свойства
Фторид-хлорид-бромид-иодид кремния образует бесцветное вещество,
реагирует с водой.